# Sentinel. Strażnik grobowca
Sentinel. Strażnik grobowca (ang. Sentinel: Descendants in Time także Realms of Illusion) – gra przygodowo-logiczna na komputery PC, autorstwa polskiej firmy Detalion. Gra powstała na motywach opowiadania znanego australijskiego pisarza s-f- Terry Dowling - The Ichneumon and the Dormeuse. Gra z typową dla studia Detalion, rozbudowaną warstwą zagadek i dopracowaną szatą graficzną. Tytuł ten, podobnie jak Schizm II, dostarcza graczowi pełne środowisko 3D. Fabuła utworu opowiada o grobowcach (wymyślonej) cywilizacji Tastanów, które dla współczesnych, bohaterowi gry, stanowią nie lada wyzwanie.
|  |

## Wymagania sprzętowe
- procesor 1,2 GHz zgodny z Pentium III;
- pamięć 128 MB, 256 MB dla Windows XP;
- karta graficzna 3D z 64 MB pamięci;
- 1,56 GB miejsca na dysku;
- czytnik CD-ROM 24x;
- myszka lub klawiatura;

## Postacie
W ciągu fabuły gry ujawnia się, że niektóre postacie okazują się być zupełnie kimś innym niż na początku.
- Dormeuse lub Tamara (jak chce aby ją nazywać) - program obronny grobowca, przybierający postać kobiety, prawdopodobnie samej zmarłej, możliwe, że jest to specjalny program, bądź osobowość zmarłej została zakodowana w systemie grobowca. Tamara ma możliwość kreowania rzeczywistości postrzeganej przez gracza. Przedstawicielka starej cywilizacji Tastan.
- Beni - postać, którą sterujemy. Nazywany przez Dormeuse: "małym łowcą". Ten młodzieniec ma... 78 lat (średnia życia ludzi mu współczesnych to ~550 lat). W dzieciństwie buszował po wielu mniej wyrafinowanych grobowcach. Do wejścia do grobowca skłoniła go sytuacja rodzinna. Siostra bohatera - Carrie - jest przetrzymywana przez Dobę, który żąda, aby Beni przyniósł kosztowności, jakie znajdzie w grobowcu.
- Carrie - według wstępnej wersji siostra bohatera, finalnie okazuje się, że jest jego córką.
- Doba - bliżej niezidentyfikowany charakterek wymuszający na bohaterze splądrowanie grobowca 35. Finalnie nie wiadomo, czy rzeczywiście przetrzymywał Carrie, czy była to tylko jakaś projekcja Dormeuse.
- Ramirez - teoretycznie jedyny plądrownik grobowców, któremu udało się opuścić żywym grobowiec 35. Finalnie okazuje się, że wcale tak nie jest, nie został on wypuszczony program obronny tak musiał mu namieszać, że na koniec dowiadujemy się, że Beni i Ramirez to jedna i ta sama osoba. Po rozwiązaniu ostatniej zagadki Dormeuse pozwala mu odejść.
- Tobar - bliżej nieznany rabuś grobowców jeden ze sławnej trójki, zaraz po Ramirezie, razem z Sallisem.
- Sallis - podobnie, jak z Tobarem, nie ma żadnych dodatkowych informacji o nim, poza wymienieniem jego imienia w intro wstępnym.

## Świat gry
Na świat gry składa się sam kompleks grobowca 35 oraz domeny (lokalizacje), które zmarły pragnął zachować w pamięci. Do owych domen dostajemy się przez aktywowane w różny sposób teleporty.